# Krausita
La krausita és un mineral de la classe dels sulfats. Va rebre el seu nom de William F. Foshag en honor del Dr. Edward Henry Kraus (1875-1973), mineralogista nord-americà de la Universitat de Michigan.

## Característiques
La krausita és un sulfat de fórmula química KFe³⁺(SO₄)₂(H₂O). Cristal·litza en el sistema monoclínic. Els cristalls són equants, podent ser tabulars en {001} o prismàtics curts al llarg de [001]. Els cristalls petits poden exhibir prominent {110}, amb {101}, {102}, {112}, {001}, {100}, {210} i {211}. Els cristalls més grans poden arribar a mesurar fins a 5 mil·límetres. Típicament es troba en forma de crostes massives. La seva duresa a l'escala de Mohs és 2,5.
Segons la classificació de Nickel-Strunz, la krausita pertany a «07.C - Sulfats (selenats, etc.) sense anions addicionals, amb H₂O, amb cations de mida mitjana i grans» juntament amb els següents minerals: tamarugita, kalinita, mendozita, lonecreekita, alum-(K), alum-(Na), tschermigita, lanmuchangita, voltaïta, zincovoltaïta, pertlikita, amoniomagnesiovoltaïta, kröhnkita, ferrinatrita, goldichita, löweïta, blödita, nickelblödita, changoïta, zincblödita, leonita, mereiterita, boussingaultita, cianocroïta, mohrita, nickelboussingaultita, picromerita, polihalita, leightonita, amarillita, konyaïta i wattevil·lita.

## Formació i jaciments
Va ser descoberta l'any 1931 al canyó Mule, a Yermo, Calico, San Bernardino (Califòrnia, Estats Units). Sol trobar-se associada a altres minerals com: alunita, coquimbita, römerita, voltaïta, metavoltina, copiapita o halotriquita.